# Aucuba himalaica
Aucuba himalaica är en garryaväxtart som beskrevs av Joseph Dalton Hooker och Thomas Thomson. Aucuba himalaica ingår i släktet aukubor, och familjen garryaväxter.

## Underarter
Arten delas in i följande underarter:
- A. h. himalaica
- A. h. oblanceolata
- A. h. pilosissima